# Walter Szołtysek
Walter Wilhelm Scholtyssek, ursprünglich Szołtysek, (* 3. August 1942 in Bielschowitz bei Zabrze, Deutsches Reich) ist ein ehemaliger polnischer Gewichtheber.

## Leben
Szołtysek gewann viele Meisterschaften in den 1960er und 1970er Jahren. Bei den Weltmeisterschaften 1969 gewann er Bronze im Fliegengewicht. In Columbus (USA) wurde er Vize-Weltmeister bei den Weltmeisterschaften 1970. Allerdings wurde er bei der Dopingkontrolle positiv getestet und disqualifiziert. Er wurde auch Vize-Europameister in Leningrad (UdSSR). Anfang der 1970er Jahre beendete er seine Karriere.
Seit den 1980er Jahren wohnt Szołtysek in Deutschland; er arbeitete bis zu seiner Rente als Malermeister.

## Medaillen
| WM-Medaillen |           |       |             |      |                |                                   |
| Bronze       | Polen     | POL – | Warschau    | 1969 | Fliegengewicht | 102,5kg+102,5kg+137,5kg = 342,5kg |
|              |           |       |             |      |                |                                   |
|              |           |       |             |      |                |                                   |
| EM-Medaillen |           |       |             |      |                |                                   |
| Silber       | UdSSR     | URS – | Leningrad   | 1968 | Bantamgewicht  | 105,0kg+100,0kg+130,0kg = 335,0kg |
| Bronze       | Polen     | POL – | Warschau    | 1969 | Fliegengewicht | 102,5kg+102,5kg+137,5kg = 342,5kg |
| Bronze       | Ungarn    | HUN – | Szombathely | 1970 | Bantamgewicht  | 110,0kg+107,5kg+135,0kg = 352,5kg |
| Bronze       | Bulgarien | BUL – | Sofia       | 1971 | Bantamgewicht  | 110,0kg+105,0kg+135,0kg = 350,0kg |